# Gran Premio di Messina
Il Gran Premio di Messina è stato una gara automobilistica di Formula Junior che si è svolta dal 1959 al 1961 sul circuito del Lago di Ganzirri (6,120 km) a Messina, organizzata dall'Automobile Club d'Italia. La gara faceva parte del Campionato Italiano di Formula Junior.

## Albo d'oro
| Anno | Data      | Pilota vincente | Costruttore vincente | Giri | Distanza totale | Note        |
| ---- | --------- | --------------- | -------------------- | ---- | --------------- | ----------- |
| 1959 | 23 agosto | Fritz d'Orey    | Stanguellini - FIAT  | 20   | 120,4 km        | [ 3 ]       |
| 1960 | 31 luglio | Colin Davis     | OSCA - FIAT          | 18   | 108,36 km       | [ 4 ]       |
| 1961 | 23 luglio | Angus Hyslop    | Lotus - Ford         | 20   | 120,4 km        | [ 5 ] [ 6 ] |